# 자야스시

자야스 시의 위치

자야스시(마케도니아어: Општина Зајас, 알바니아어: Komuna e Zajazit)는 과거 마케도니아 공화국 서부에 있던 지방 자치체로 행정 중심지는 자야스이며 면적은 161km2, 인구는 11,605명(2002년 기준)이다. 1996년에 신설되었으며 2013년 키체보 시에 합병되면서 폐지되었다. 서쪽으로는 마브로보 로스투샤 시, 북동쪽으로는 고스티바르 시, 동쪽으로는 오슬로메이 시, 남동쪽으로는 키체보 시, 남서쪽으로는 드루고보 시와 접하였다.